# Ki (kana)
En l'escriptura japonesa, els caràcters き (hiragana) i キ (katakana) són dues mores que ocupen el setè lloc en el sistema modern d'ordenació alfabètica gojūon (五十音), entre か i く; i el 38è en el poema iroha, entre さ i ゆ. En la taula a la dreta, que segueix l'ordre gojūon (per columnes, i de dreta a esquerra), es troba en la segona columna (か行, "columna KA") i la segona fila (い段, "fila I"). Una mora és la unitat superior al segment i inferior a la síl·laba.
Tant き com キ provenen del kanji 幾.
Poden dur l'accent dakuten: ぎ, ギ.

## Romanització
Segons els sistemes de romanització Hepburn modificat, Kunrei-shiki i Nihon-shiki:
- き, キ es romanitzen com a "ki".
- ぎ, ギ es romanitzen com a "gi".

## Escriptura
|  | El caràcter き s'escriu amb tres o quatre traços: 1. Traç horitzontal. 2. Traç horitzontal per sota del primer. 3. Traç diagonal cap avall a la dreta, encara que quasi vertical, que acaba en una corba en forma de C. Sovint aquest traç es divideix en dos: un per a la línia diagonal i un altre per a la corba. |
|  | El caràcter キ s'escriu amb tres traços: 1. Traç horitzontal. 2. Traç horitzontal a sota del primer. 3. Traç diagonal cap a sota a la dreta, encara que quasi vertical. |

## Altres representacions
- Sistema Braille:[5]

| ●－ －● |

- Alfabet fonètic: 「切手のキ」 ("el ki de kitte", on kitte vol dir segell)
- Codi Morse: －・－・・